# بیت‌کوین دفن‌شده در مرکز دفن زباله نیوپورت

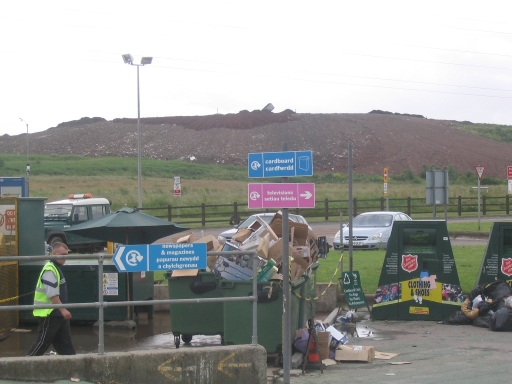
مرکز دفن زباله داکس‌وی، نیوپورت، ولز، ۲۰۰۷. هارد دیسک حاوی بیت‌کوین در سال ۲۰۱۳ در اینجا دفن شد.

اواسطِ سالِ ۲۰۱۳ میلادی جیمز هاولز (به انگلیسی: James Howells) یک هارد دیسک لپ‌تاپ حاوی کلید خصوصی ۸٬۰۰۰ بیت‌کوین را در مرکز دفن زباله داکس‌وی در نیوپورت، ولز دور انداخت. هاولز متعاقباً تیمی از متخصصان را گرد هم آورد و بودجه‌ای را برای حفاری سایت تأمین کرد، اما شورای شهر نیوپورت با استناد به هزینه و اثرات زیست‌محیطی ناشی از این جستجو، اجازهٔ انجام آن را نداد. هاولز پیشنهاد داده است که در صورت کشف سکه‌ها، ۳۰ درصد از عایدی‌ها بین شورا و مردم نیوپورت تقسیم شود.
تا نوامبر ۲۰۲۴، بیت‌کوین‌های گمشده ۷۵۰ میلیون دلار آمریکا (۵۹۳ میلیون پوند) ارزش داشته‌اند. هاولز از شورای شهر برای ۴۹۵ میلیون پوند شکایت کرد و شورای شهر نیز این اعتراض را مطرح کرد که دستگاه مورد نظر هاولز اکنون جزو دارایی‌های این شورا است. دادگاه عالی برای تعیین این که آیا محاکمه برگزار می‌شود یا خیر، جلسه‌ای برگزار کرد. تلاش برای بازیابی بیت‌کوین گم‌شده به یک گنج‌یابی دیجیتالی تشبیه شده است. هاولز و تیم او مطمئن هستند که بازیابی داده‌ها همچنان امکان‌پذیر است، در حالی که شورای شهر همچنان نسبت به این ادعا مشکوک است.

## پیش‌زمینه

این نمودار لگاریتمی تعداد تراکنش‌های ماهانهٔ بیت‌کوین را از سال ۲۰۰۹، زمانی که هاولز مطالعه بر روی این پروتکل را آغاز کرد، نشان می‌دهد.

### خلق بیت‌کوین
بیت‌کوین، نخستین ارز دیجیتال غیرمتمرکز، در اکتبر ۲۰۰۸ با ورق سفید بیت کوین: سیستم وجه نقد الکترونیکی همتا به همتا توسط ساتوشی ناکاموتو معرفی شد و سپس در ژانویهٔ ۲۰۰۹ پروتکل آن به‌صورت شبکهٔ همتا به همتا پیاده‌سازی شد. بیت‌کوین یک ارز دیجیتال قابل توجه است که برای تأیید تراکنش‌های بلاک‌چین و ثبت آن‌ها در دفتر کل از رمزنگاریاستفاده می‌کند.

### جیمز هاولز
جیمز هاولز، که یک مهندس کامپیوتر اهل نیوپورت است، در سنین کودکی از مادرش که در زمینهٔ تولید میکروچیپ فعالیت داشت، الهام گرفت. او تا سنین نوجوانی یک کاربر عادی اینترنت بود. هاولز در سن ۱۳ سالگی شروع به ساخت رایانه کرد و در حدود زمان آغاز بیت‌کوین به یکی از کاربران نپستر تبدیل شد. او که تجربهٔ مشاغل مختلفی در زمینهٔ فناوری اطلاعات را داشت، همزمان با کار بر روی یک سامانه ارتباطی بومن با رمزنگاری آشنا شد. هاولز در دسامبر ۲۰۰۸ خود را با بیت‌کوین بیشتر آشنا کرد و سپس در ماه بعد مطالعه بر روی مفهوم آن را آغاز کرد. پس از بحران مالی ۲۰۰۸، هاولز پول‌های بدون پشتوانه را یک کلاه‌برداری در نظر گرفت و در عوض به طرفداری از دیدگاه مخترع بیت‌کوین، یعنی ساتوشی ناکاموتو روی آورد. او در سال ۲۰۰۹ به یکی از نخستین افرادی تبدیل شد که این فناوری را پذیرفتند. هاولز تا سال ۲۰۱۳ به‌همراه سه فرزند و شریک زندگی خود، هافینا ادی-اوانز در نیوپورت زندگی می‌کرده است. رابطهٔ آن دو بعداً به هم خورد و ادی-اوانز به‌همراه سه فرزندشان هاولز را ترک کرد. در سال ۲۰۲۱، او از خانهٔ خود به کار نگهداری از سامانه‌های پاسخ اضطراری در ولز مشغول بود. در سال بعد، او خود را به‌عنوان یک مدیر پروژهٔ ارز دیجیتال و بلاک‌چین توصیف کرد.

## استخراج اولیه بیت‌کوین

نمودار لگاریتمی سختی استخراج بیت‌کوین، نشان‌دهندهٔ سهولت استخراج در سال ۲۰۰۹ همزمان با آغاز استخراج از سوی هاولز.

در ۱۵ فوریهٔ ۲۰۰۹، جیمز هاولز، استخراج بیت‌کوین را با یک لپ‌تاپ دل اکس‌پی‌اس آغاز کرد. او به یاد می‌آورد که ۴۰۰ تا ۸۰۰ بیت‌کوین را به‌طور متناوب به‌مدت دو ماه در طول شب استخراج کرده است، کاری که باعث داغ شدن بیش از حد دستگاه او می‌شد. فعالیت هاولز در این زمینه بعداً باعث آسیب رسیدن به لپ‌تاپ شد و او قطعات لپ‌تاپ را جدا کرد و تعدادی از قطعات را در ای‌بی در معرض فروش گذاشت. این لپ‌تاپ که حاوی کلیدهای خصوصی بیت‌کوین به ارزش ۳۲ کیلوبایت بود، برای بازی نیز استفاده می‌شد و موسیقی، ایمیل و عکس‌های خانوادگی او را نیز در خود جای داده بود. تلگراف هاولز را یکی از اولین استخراج‌کنندگان شبکه بیت‌کوین می‌داند، و نیویورکر نیز بیشتر او را به‌عنوان یکی از پنج استخراج‌کنندهٔ اول معرفی می‌کند.

## دور انداختن هارد دیسک
بین ۲۰ ژوئن و ۱۰ اوت ۲۰۱۳، هاولز که یکی از دستگاه‌های خود را با دستگاه دیگری اشتباه گرفته بود، به‌طور تصادفی یک هارد دیسک رمزگذاری‌شده را دور انداخت. هارد دیسکی که به دور انداخته شد حاوی کلید خصوصی رمزنگاری برای ۸٬۰۰۰ بیت‌کوین بود که در آن زمان ۵۰۰٬۰۰۰ پوند ارزش داشت. طبق گزارش‌ها، هافینا ادی-اوانز، شریک زندگی هاولز در آن زمان، زباله‌ها را با هارد دیسک به نوک (محل دفن زباله) برده بود. به گفتهٔ ادی-اوانز، هاولز به او «التماس» کرد که اقلام ناخواسته را به نوک ببرد، و او با اکراه مجبور شد که این کار را انجام داد. او قصور خود را انکار می‌کند، اما هاولز گفته است که او را برای از دست دادن هارد دیسک «ناخودآگاه مقصر می‌داند».
تا نوامبر ۲۰۱۳، این دستگاه تقریباً به عمق سه تا پنج فوتی زیر زمین در محل دفن زباله داکس‌وی، نیوپورت، ولز جنوبی، رفته بوده است و ارزش تقریبی آن ۴ میلیون پوند بوده است. در آن زمان، هاولز پذیرفت که سکه‌ها برای همیشه گم شده‌اند. شورای شهر نیوپورت معتقد است که هارد دیسک مورد بحث احتمالاً «زیر ۲۵٬۰۰۰ متر مکعب زباله و خاک دفن شده است»، که وزن تقریبی آن‌ها از ۱۱۰٬۰۰۰ تا ۲۰۰٬۰۰۰ تن است و سی‌ان‌ان نیز گزارش داده است که چالش یافتن این دستگاه تقریباً غیرممکن است. مدیر سابق این مرکز دفن زباله می‌گوید که هارد دیسک مورد نظر در یک بخش ۱۵٬۰۰۰ تنی به نام سلول ۲ قرار دارد که زباله‌ها بین اوت و نوامبر ۲۰۱۳ در آنجا دفن شده‌اند. این مرکز در مجموع میزبان ۱٫۴ میلیون تن زباله است.

## تلاش‌های برای جستجو

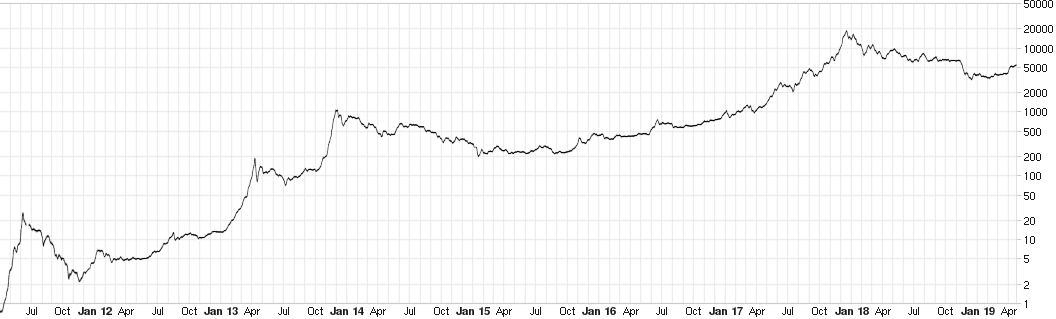
نمودار لگاریتمی قیمت بیت‌کوین از سال ۲۰۱۱ تا ۲۰۱۹، نشان‌دهندهٔ افزایش ارزش هارد دیسک از زمان دور انداختن آن است. با افزایش ارزش، از سال ۲۰۱۷، هاولز تلاش‌های خود را برای بازیابی دستگاه افزایش داده است.

در دسامبر ۲۰۱۷، وایرد گزارش داد که شورای شهر نیوپورت به هاولز اجازه نداده است که برای یافتن هارد دیسک خود به جستجو بپردازد. به گفتهٔ هاولز، جستجوی پیشنهادی او نخستین مورد از حفاری در یک مرکز دفن زباله در پادشاهی متحد است که ارتباطی با تحقیقات جنایی ندارد. این شورا به نگرانی‌های مربوط به هزینه، اثرات زیست‌محیطی، خوردگی گالوانیکی دستگاه، و احتمال نقض قوانین از سوی «جویندگان گنج» اشاره کرده است. این شورا در ابتدا نسبت به این وضعیت رویکردی ملایم داشت که نشان می‌داد در صورت یافتن دستگاه را برمی‌گرداند، اما بعداً موضع سخت‌تری اتخاذ کرد، و اظهار داشت که جستجو برای هارد دیسک خلاف قانون است.
در ژانویهٔ ۲۰۲۱، هاولز پس از درخواست مکرر دسترسی برای جستجوی دستگاه، ۲۵ درصد از عواید را به شورا پیشنهاد داد که ارزش آن تقریباً ۲۰۰ میلیون پوند بود. او پیشنهاد اهدای مبلغ ۵۲٫۵ میلیون پوند (۷۱٫۷ میلیون دلار آمریکا) به شورا را ارائه کرد که پس از تقسیم میان جمعیت ۳۱۶ هزار نفری نیوپورت، برابر با ۱۷۵ پوند برای هر نفر از اهالی نیوپورت می‌شد. شورا این پیشنهاد را نپذیرفت و مدعی شد پیشنهاد هاولز قوانین صدور مجوز را نقض می‌کند. هاولز بر این باور است که هارد دیسک او به دلیل پوشش محافظ و لایه کبالت ضد خوردگی روی دیسک شیشه‌ای، هنوز قابلیت بازیابی اطلاعات را دارد.
هاولز به‌منظور حمایت از تلاش‌های خود برای جستجوی، از یک صندوق تأمینی درخواست حمایت مالی کرد که حاضر بود ۵۰ درصد از عواید جستجو را به آن صندوق بدهد. او معتقد است که با استفاده از سوابق پسماند شورایی می‌توان محل قرارگیری دستگاه را شناسایی کرد. پس از شناسایی و یافتن هارد دیسک، تیمی از متخصصان بازیابی داده به بازیابی بیت‌کوین‌ها کمک خواهند کرد. شورای شهر نیوپورت تخمین می‌زند که این حفاری میلیون‌ها پوند هزینه دارد، و هاولز نیز بودجه‌ای ۵ میلیون پوندی را برای یک عملیات ۹ تا ۱۲ ماهه در نظر گرفته است.

حتی اگر می‌توانستیم با درخواست او موافقت کنیم، این پرسش وجود دارد که در صورتی که هارد دیسک پیدا نشود یا شدت صدمات به آن در حدی باشد که نتوان داده‌ها را بازیابی کرد، چه کسی هزینه‌ها را متحمل خواهد شد.

شورای شهر نیوپورت،
۲ اوت ۲۰۲۲
در اوت ۲۰۲۲، هاولز طرح جستجوی خود را گسترش داد تا شامل استفاده از هوش مصنوعی با استفاده از یک بازوی مکانیکی برای اسکن زباله برای شناسایی هارد دیسک باشد. این طرح همچنین خواستار استفاده از پهپادها و سگ‌های رباتیک بوستون داینامیکس برای امنیت و همچنین استخدام یک متخصص هوش مصنوعی و یک تیم محیط‌زیست در این پروژه بود. تیم او شامل هشت متخصص در حفاری زباله و یک مشاور بازیابی اطلاعات است که به بازیابی جعبه سیاه از فاجعه شاتل فضایی کلمبیا کمک کرده بود. بودجهٔ این طرح نیز با کمک سرمایه‌گذاران خطرپذیر که همراه با هاولز ۳۰ درصد از عواید را از آن خود خواهند کرد، به ۱۰ تا ۱۱ میلیون پوند افزایش یافت. بازهٔ زمانی جدید او برای بازیابی دستگاه نیز به ۱۸ ماه تا ۳ سال، با هزینه‌ای در حدود ۶ و ۱۱ میلیون دلار متعاقباً به‌روز شد.
علاوه بر این، هاولز در حال حاضر قصد دارد با آنچه از یافتن هارد دیسک به دست می‌آورد، یک مرکز استخراج تحت مالکیت جامعه را در محل دفن زباله توسعه دهد. این تأسیسات از انرژی خورشیدی یا بادی استفاده خواهند کرد. در همان سال، ریچارد هاموند دست به ساخت یک مستند کوتاه دربارهٔ تلاش هاولز برای بازیابی هارد دیسک زد که تیم بازیابی نیز در آن حضور داشتند و تا سپتامبر ۲۰۲۳، تعداد اعضای تیم نیز دو برابر شده بود.

## دعوی قضایی
تیم حقوقی هاولز در ۶ سپتامبر ۲۰۲۳ نامه‌ای سرگشاده به شورای شهر نیوپورت را با ذکر قصد خود برای شکایت منتشر کرد. این نامه به‌دنبال جلوگیری از فعالیت‌های آینده در مرکز دفن زباله بود و در عین حال خواستار خسارت ۴۴۶ میلیون پوندی و بررسی قضایی تصمیم شورا مبنی بر امتناع از دسترسی او به مرکز شده بود. دو ماه بعد، تیم حقوقی او دوباره به شورا نامه نوشت و خواستار دسترسی به مرکز دفن زباله پیش از پیگیری پرونده در دادگاه شد.
تا اکتبر ۲۰۲۴، ارزش محتویات هارد دیسک ۷۵۰ میلیون دلار تخمین زده شده است. هاولز از شورای شهر برای خسارت ۴۹۵ میلیون پوندی شکایت کرده است، تاریخ تشکیل دادگاه بازرگانی در کاردیف را دسامبر ۲۰۲۴ تعیین کرده است و مدعی حقوق مالکیت معنوی و برخی موارد دیگر شده است. به گزارش ولز آنلاین، وکالت هاولز را همان تیمی از وکلای دادگستری بر عهده دارند که برخی از قربانیان مدعی آزا از سوی محمد الفاید را نیز نمایندگی می‌کردند. در پاسخ، شورای شهر استدلال کرده است که آن‌ها به‌طور قانونی مالک این دستگاه هستند زیرا دارایی هاولز به مرکز دفن زباله سپرده شده است؛ وکلای هاولز چنین ادعایی از روی قصد را رد کردند.
این شورا در تاریخ ۳ دسامبر درخواست دادرسی دادگاه عالی را با هدف رد پرونده صادر کرد. قاضی پرونده صدور حکم را به زمان دیگری موکول کرد. وکلای شورا استدلال کردند که هاولز با ارائهٔ درصدی از بیت‌کوین به جامعهٔ محلی تلاش کرده که به شورا رشوه بدهد. تیم حقوقی هاولز با این استدلال که موکل آنها حق دارد به دنبال هارد دیسک گم‌شدهٔ خود بگردد، به عملکرد شورا اعتراض کردند.

## دیدگاه
هاولز گفته است که اگر به بیت‌کوین‌های خود دسترسی داشت، ۳۰ تا ۴۰ درصد از آن‌ها را در سال ۲۰۱۳ می‌فروخت، و معتقد بوده است که رسیدن به ارزش ۱۰۰٬۰۰۰ دلار یک رقم محافظه‌کارانه برای این ارز دیجیتال است. در سال ۲۰۱۷، او ارزهای دیجیتال را به‌عنوان «ترکیب طلا، نفت و آب جدید» توصیف کرد. او روی بیت‌کوین کش و آتریوم تمرکز کرد، و پیش‌بینی کرد که ارزش بیت‌کوین موجود در هارد دیسک او بین ۵۰۰ میلیون تا یک میلیارد دلار افزایش یابد. در سال ۲۰۲۴، تقریباً هفت سال بعد، با رسیدن قیمت بیت‌کوین به ۹۷٬۰۰۰ دلار، ارزش هارد دیسک به ۷۴۹ میلیون دلار افزایش یافت.
هاولز معتقد بود که با افزایش ارزش، شانس بازیابی دستگاه افزایش می‌یابد. تا سال ۲۰۲۲، هاولز ۸۰ تا ۹۰ درصد مطمئن بود که می‌تواند اطلاعات روی هارد دیسک را با موفقیت بازیابی کند. در همان زمان، او اذعان کرد که این دستگاه «سوزنی در انبار کاه» است و سرمایه‌گذاری از سوی سرمایه‌گذاران خطرپذیر بسیار پرخطر است.
در سال ۲۰۲۴، تیم حقوقی هاولز در دادگاه اظهار داشت که بع‌دلیل وجود «تخصص قابل توجه» حاضر در برنامه‌ریزی برای حفاری، انبار کاه مورد استعاری از نظر تئوری «بسیار بسیار کوچکتر» است. تلاش برای بازیابی این دستگاه اغلب به‌عنوان یک گنج‌یابی دیجیتالی توصیف می‌شود.